# RUBY'S PARADISE 2009
《RUBY'S PARADISE 2009》는 2009년에 발매된 루비살롱 레코드 소속 아티스트들의 곡을 수록한 컴필레이션 음반이다.
갤럭시 익스프레스의 〈향수〉리마스터 버전 및 갤럭시 익스프레스와 검정치마의 싸샤가 함께한 〈강아지〉라이브버전 등이 수록되었고 2009년 4월 11일에 행해진 루비살롱레이블쑈1탄의 공연무대중에서 국카스텐의 〈파우스트〉라이브 버전과 타바코쥬스의  〈I am your father〉라이브 버전이 수록되어있다.

## 수록곡
| #   | 제목                                                  | 재생 시간 |
| --- | ----------------------------------------------------- | --------- |
| 1.  | 〈그남자 그여자의 로맨스〉 (배다른형제)               | 4:10      |
| 2.  | 〈Sweet summer love〉 (POPSTORE)                      | 3:28      |
| 3.  | 〈Antifreeze〉 (검정치마)                             | 4:00      |
| 4.  | 〈왼편에서〉 (포니)                                   | 2:55      |
| 5.  | 〈거짓말〉 (이장혁)                                   | 4:05      |
| 6.  | 〈파우스트 (Live)〉 (국카스텐)                        |           |
| 7.  | 〈밀림〉 (핑크엘리펀트)                               | 3:49      |
| 8.  | 〈향수 (Remaster)〉 (갤럭시 익스프레스)               |           |
| 9.  | 〈New Star and the Fall〉 (Run Yellow)                | 7:06      |
| 10. | 〈암사자〉 (파블로프)                                 | 3:23      |
| 11. | 〈I wanna go back〉 (DRIVE SHOWER)                    | 3:47      |
| 12. | 〈I am your father (Live)〉 (타바코쥬스)              |           |
| 13. | 〈불야성〉 (서교그룹사운드)                           | 3:32      |
| 14. | 〈강아지 (Live)〉 (갤럭시 익스프레스 & 검정치마 싸샤) |           |